# Vinzenz Knor
Vinzenz Knor (* 6. Jänner 1956 in Neuberg im Burgenland) ist ein österreichischer Politiker (SPÖ) und Hauptschullehrer. Er war von 2005 bis 2010 Abgeordneter zum Burgenländischen Landtag.

## Leben
Vinzenz Knor besuchte die Volksschule in Neuberg und die Hauptschule in St. Michael/Güssing, bevor er ans Gymnasium Güssing wechselte. Er absolvierte nach der Matura eine Pädagogische Akademie und ließ sich zum Lehrer ausbilden. Seit 1. September 1977 unterrichtet er als Lehrer an der Hauptschule Güssing Englisch, Werkerziehung und Biologie.
Vinzenz Knor ist verheiratet und hat drei Kinder.

## Politik
Knor begann seine politische Karriere in der Gemeindepolitik. Er war von 1974 bis 1980 Jugendvertrauensperson in Neuberg und von 1980 bis 1991 Ortsausschussmitglied in Moschendorf. Seit 1991 ist er Stadtausschussmitglied in Güssing und seit 1997 Mitglied des Gemeinderats. Er ist dabei seit 2002 Stadtrat und wurde am 12. März 2003 zum 1. Vizebürgermeister der Gemeinde gewählt. Am 31. März 2006 übernahm Knor auch den Vorsitz der SPÖ-Stadtpartei.
Ab dem 25. Oktober 2005 vertrat Knor die SPÖ im Landtag. Er war Mitglied im Immunitäts- und Unvereinbarkeitsausschuss sowie im Sozialausschuss und hatte die Funktion des SPÖ-Bereichssprechers für Volksgruppen und Minderheiten, Bürgerservice und Verwaltung sowie Bürgerinitiativen und NGOs inne. Nachdem Knor bei der Landtagswahl im Burgenland 2010 nur auf Platz 3 des SPÖ-Kreisvorschlags für den Landtagswahlkreis Güssing gereiht worden war, schied er per 24. Juni 2010 aus dem Landtag aus.
Im Oktober 2012 wurde er Bürgermeister der Stadt Güssing.